# 萊克波特鎮區 (愛荷華州伍德伯里縣)
萊克波特鎮區（英語：Lakeport Township）是位於美國愛荷華州伍德伯里縣的一個行政鎮區。

## 地方資料
根據2010年美國人口普查的數據，萊克波特鎮區的面積為71.91平方千米，當中陸地面積為69.44平方千米，而水域面積為2.47平方千米。當地共有人口163人，而人口密度為每平方千米2.27人。